# NGC 1603
NGC 1603 é uma galáxia elíptica (E-S0) localizada na direcção da constelação de Eridanus. Possui uma declinação de -05° 05' 38" e uma ascensão recta de 4 horas, 31 minutos e 49,9 segundos.
A galáxia NGC 1603 foi descoberta em 14 de Janeiro de 1849 por William Parsons.